# Delphyne Burlet
Delphyne Burlet, también conocida bajo su nombre de casada Delphyne Heymann (Chamonix, 24 de noviembre de 1966), es una deportista francesa que compitió en biatlón. Estuvo casada con el también biatleta Andreas Heymann.
Participó en los Juegos Olímpicos de Lillehammer 1994, obteniendo una medalla de bronce en la prueba por relevos. Ganó tres medallas en el Campeonato Mundial de Biatlón, en los años 1993 y 1999.

## Palmarés internacional
| Juegos Olímpicos   | Juegos Olímpicos        | Juegos Olímpicos  | Juegos Olímpicos |
| Año                | Lugar                   | Medalla           | Prueba           |
| ------------------ | ----------------------- | ----------------- | ---------------- |
| 1994               | Lillehammer (Noruega)   | Medalla de bronce | Relevo           |
| Campeonato Mundial |                         |                   |                  |
| Año                | Lugar                   | Medalla           | Prueba           |
| 1993               | Borovets (Bulgaria)     | Medalla de oro    | Equipo           |
| 1993               | Borovets (Bulgaria)     | Medalla de plata  | Relevo           |
| 1999               | Kontiolahti (Finlandia) | Medalla de bronce | Relevo           |